# Stop That Tank!
Stop That Tank! (ook bekend als Boys Anti-Tank Rifle) is een voorlichtingsfilm van 22 minuten uit de Tweede Wereldoorlog van Walt Disney Productions voor de Directorate of Military Training (Directoraat Militaire Training), de Department of National Defence (Departement voor Nationale Defensie) en de National Film Board of Canada (NFB) (Nationale Filmraad van Canada). De film stamt uit 1942 en had als doel, vergelijkbaar met "edutainment", om Canadese soldaten te instrueren in het bedienen en onderhouden van het Boys Mk.1 Anti-tank rifle. Dit anti-tankgeweer werd gebruikt in de strijd tegen nazi-tanks. De film, gemaakt door Peter Carter-Page en Billy Bletcher, was een combinatie tussen de gebruiksinformatie over het geweer en een anti-nazi-propagandaboodschap.
Stop That Tank! is opgedeeld in twee afzonderlijke secties: eerst een animatie van drie minuten, dan een komische sketch van 15 seconden waarin het anti-tankgeschut gedemonstreerd wordt, als anti-nazi-propaganda. De tweede sectie is langer en omvat een reeks instructiefilms die met cartoons afgewisseld worden.